# Serpientes en la ciudad
Snake City (Serpientes en la Ciudad en Hispanoamérica y España) es una serie de televisión en forma de documental sobre la vida salvaje protagonizada por los cazadores de serpientes Simon Keys y su compañera, Siouxsie Gillett.  La serie es producida y transmitida por National Geographic Channel, el programa se desarrolla en el entorno de Durban, en Sudáfrica. La serie se ha vuelto bastante exclusiva por el entretenimiento de los métodos de caza y la perspectiva educativa sobre la captura y liberación de serpientes potencialmente mortales como cobras, pitones y mambas negras, entre otras, y no matarlas si no representan un peligro para las personas. La serie cuenta con música de fondo de Stereo MCs. La temporada 9 fue producida en Mysore, India. 

## Presentadores
Siouxsie Gillett posee un título en herpetología y una vasta experiencia en el cuidado de animales en los zoológicos, mientras que Simón Keys ha trabajado como cazador de serpientes desde que era un adolescente. La primera temporada de Serpientes en la ciudad presentó a la exesposa de Simon Keys, Nadine Keys.
Antes de conocerse, Simón Keys y Siouxsie Gillett habían trabajado en un santuario de serpientes en Dunstable, Bedfordshire, Sudáfrica. Gillett es alérgica al veneno de la cobra escupidora de Mozambique, esto es una desventaja que ella posee y por su trabajo como cazadora de serpientes, esto puede o podría aumentar la posibilidad de una mordedura.
Las temperaturas y el clima extremo en Sudáfrica pueden provocar que los animales, también las serpientes, puedan desplazarse de su hábitat natural hacia las zonas urbanas donde podrían aumentar el riesgo de que alguien pueda ser mordido. En el verano, dónde las serpientes buscan reproducirse, Simón afirma que reciben cerca de cien llamadas por semana.

## Episodios
Hasta la fecha se han emitido 9 temporadas de 3, 10 y la mayoría de 6 episodios dando un total de 53 episodios emitidos.
| Temporada | Temporada | Episodios | Episodios | Emisión original         | Emisión original        |
| Temporada | Temporada | Episodios | Episodios | Primera emisión          | Última emisión          |
| --------- | --------- | --------- | --------- | ------------------------ | ----------------------- |
|           | 1         | 3         | 3         | 7 de noviembre de 2014   | 21 de noviembre de 2014 |
|           | 2         | 6         | 6         | 16 de octubre de 2015    | 20 de noviembre de 2015 |
|           | 3         | 6         | 6         | 17 de enero de 2017      | 17 de febrero de 2017   |
|           | 4         | 10        | 10        | 30 de julio de 2017      | 1 de octubre de 2017    |
|           | 5         | 6         | 6         | 14 de septiembre de 2018 | 19 de octubre de 2018   |
|           | 6         | 6         | 6         | 2 de octubre de 2019     | 6 de noviembre de 2019  |
|           | 7         | 6         | 6         | 23 de febrero de 2021    | 29 de marzo de 2021     |
|           | 8         | 6         | 6         | 6 de julio de 2022       | 10 de agosto de 2022    |
|           | 9         | 6         | 6         | 6 de septiembre de 2023  | 11 de octubre de 2023   |